# Avtepe/Ayios Symeon
Avtepe (griechisch Άγιος Συμεών Agios Symeon oder Ayios Symeon) ist ein Dorf auf der Karpas-Halbinsel im Norden der Mittelmeerinsel Zypern. Der Ort liegt im Distrikt İskele der 1983 gegründeten, jedoch international nicht anerkannten Türkischen Republik Nordzypern. Avtepe hatte 2011 119 Einwohner.

## Geographie
Avtepe liegt auf der Karpas-Halbinsel, auf der Straße nach Kaleburnu/Galinoporni. Das Dorf liegt sieben Kilometer südöstlich von Yialousa/Yeni Erenköy und drei Kilometer nordöstlich von Vothylakas/Derince.

## Geschichte
Während der osmanischen Zeit (1570/71-1878) wurden Zählungen der Bevölkerung zum Zweck der Steuererhebung durchgeführt. Daher zählte man nur die (männlichen) Haushaltsvorstände. In Avtepe waren dies 1831 genau 30 Männer, von denen alle als Türken galten.
Als die Briten 1878 die Herrschaft übernommen hatten, ergab 1891 deren Zensus 268 türkische und drei griechische Einwohner. Diese Zahl ging jedoch binnen zehn Jahren auf nur mehr 180 zurück. In den folgenden Zählungen schwankte die Einwohnerzahl zwischen 207 (1911) und 199 (1921), wobei sie 1931 bei 206 lag. Immerhin zählte das Dorf zu dieser Zeit wieder acht Griechen. Während deren Anteil bis 1946 auf einen einzigen zurückging, stieg die Zahl der türkischen Dorfbewohner auf 240, 1960 gar auf 333. Seither leben keine Griechen mehr im Ort. 1958 und 1964 nahm das Dorf türkische Flüchtlinge auf, 1970 lebten jedoch nur noch die ursprünglichen Einwohner in Avtepe, von denen niemand fliehen musste.
Avtepe war demnach bereits vor 1974, also vor der türkischen Okkupation, ausschließlich durch Zyperntürken bewohnt; 1973 waren dies 333. Zwischen 1964 und 1974, zur Zeit der Türkischen Verwaltung Zyperns war es administrativ Teil der türkischen Enklave Mehmetçik, nahm aber keine Flüchtlinge aus anderen Dörfern auf. Bei der Volkszählung 1960 zählte man 333 Zyperntürken, 1978 waren es 305.
Die jüngeren Bewohner des Dorfes wanderten in die größeren Orte ab, sodass die Bevölkerung seither drastisch schrumpfte. 2006 zählte man nur noch 151 Bewohner, 2011 waren es gar nur noch 119.